# Bakhmout
Pour les articles homonymes, voir Artemivsk.
Ne pas confondre avec Artiomovsk, ville du kraï de Krasnoïarsk, en Russie.
Bakhmout (ukrainien et russe : Бахмут), entre 1924 et 2016 Artemivsk (ukrainien : Артемівськ) ou Artiomovsk (russe : Артёмовск), est une ville de l'oblast de Donetsk, en Ukraine, et le centre administratif du raïon de Bakhmout.
Sa population s'élevait à 71 094 habitants au 1er janvier 2022. Elle ne serait plus que de 12 000 habitants le 10 décembre 2022 en raison de la fuite des habitants causée par les bombardements dans le cadre de l'invasion de l'Ukraine par la Russie. Depuis avril 2023, la ville est presque entièrement détruite du fait des combats intenses qui ont lieu dans la ville.

## Géographie

### Situation
Bakhmout est arrosée par la rivière Bakhmouta, qui s'écoule du sud au nord pour rejoindre la rivière Donets. La ville appartient de ce fait au bassin versant du fleuve Don, et se trouve à 68 km au nord de Donetsk. Elle fait partie du Plateau du Donets, à une altitude de 200 m.

### Transports
La ville possède un tramway et plusieurs gares ferroviaires dont la gare de Bakhmout et la gare de Bakhmout I.

Vues de Bakhmout (avant 2014)
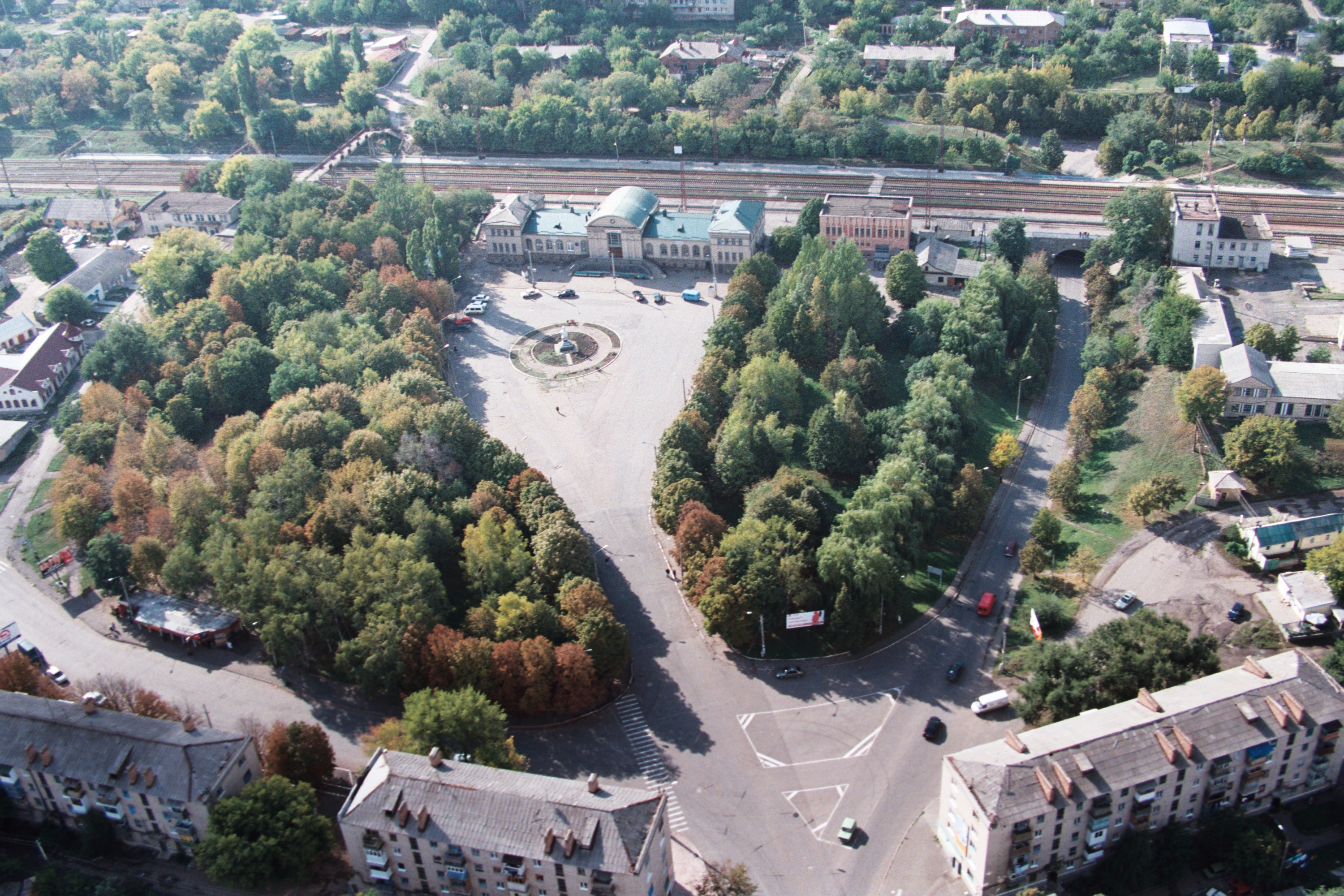
La gare ferroviaire et sa place.
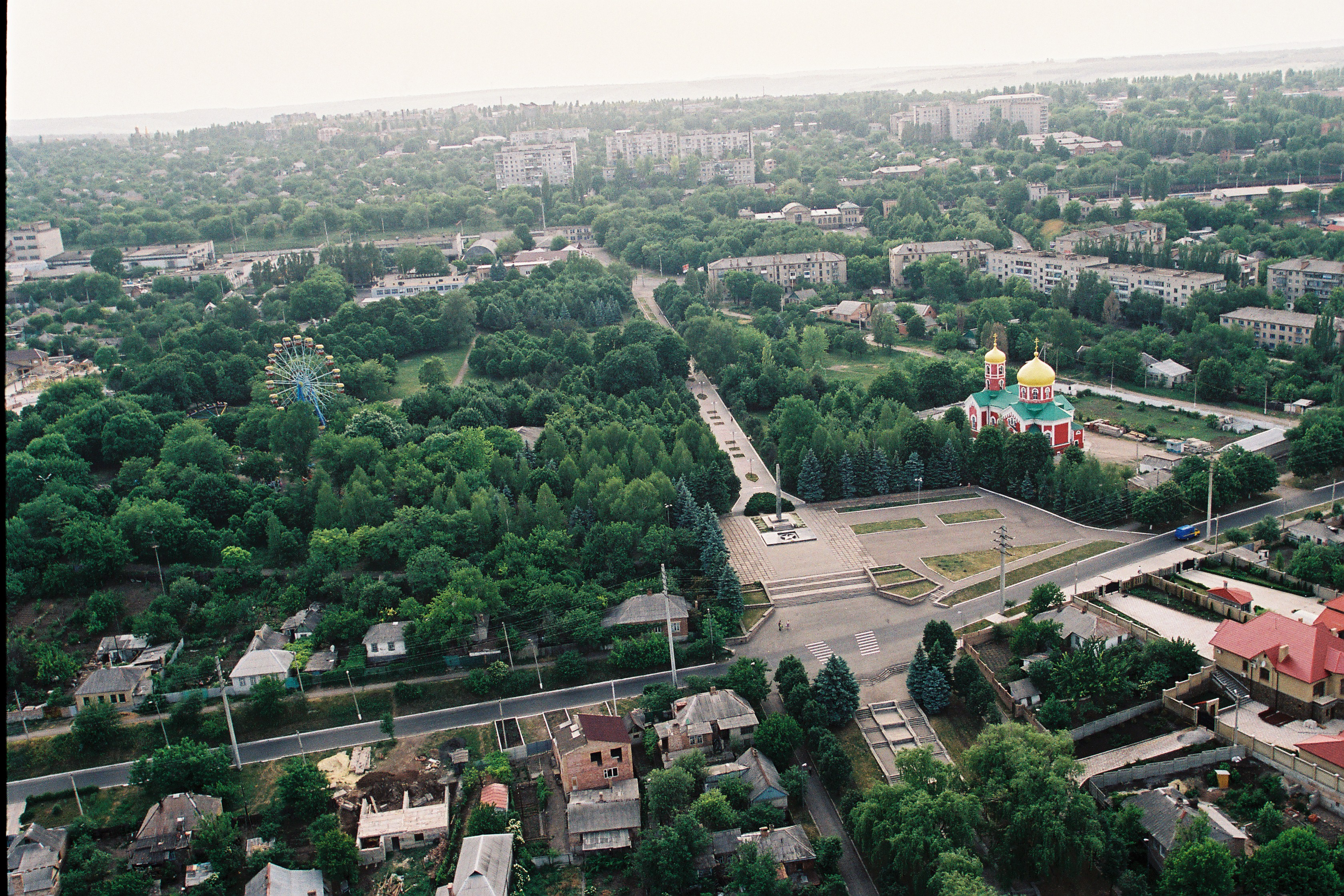
L'église de Tous-les-Saints, le monument aux morts et au second plan la gare en 2007.

## Histoire

### Origines
Historiquement, Bakhmout était la capitale de la Slavo-Serbie (1753–1764), qui a été établie par des colons serbes et d'autres ethnies.
L'origine de la ville remonte à 1571 comme sloboda fortifiée pour se protéger des incursions des Tatars de Crimée. La forteresse de Bakhmout est élevée en 1703.
À partir du XVIIIe siècle, l'exploitation du sel commence dans les environs de la ville et donne lieu à un important commerce. Bakhmout reçoit le statut de ville en 1783.

### XIXesiècle
En 1851, la ville devient une municipalité. En 1875, elle est équipée d'un système d'adduction d'eau et en 1900 la majorité des rues sont pavées.
À partir de 1876, une mine de sel, la plus importante de l'Empire russe, est exploitée et, en 1900, elle occupe quatre-vingts pour-cent des ouvriers de la ville. Cette dernière se développe alors avec ses industries et le passage de la ligne de chemin de fer Koursk-Kharkov-Azov.

### XXesiècle
En 1924, Bakhmout est renommée Artiomovsk (Artemivsk en ukrainien) par les autorités soviétiques, en l'honneur du révolutionnaire Fiodor Sergueïev, dit « Camarade Artiom » (1883-1921), président de l'éphémère république soviétique de Donetsk-Krivoï Rog (1918-1919).
La ville est occupée par l'armée allemande du 1er novembre 1941, au 5 septembre 1943 et libérée dans le cadre de l'opération Donbass du front du Sud de l'Armée rouge et notamment par les 259e et 266e divisions du 32e corps de fusiliers commandé par le général-major Dmitri Jerebine.
Durant l'occupation allemande, en janvier 1942, un massacre de civils juifs est organisé (Babi Yar de Bakhmout) par les nazis dans la grotte de gypse qui sert aujourd'hui à la conservation du vin mousseux. Le nombre des victimes s'élève à environ 3 000 personnes.

### XXIesiècle
Le 12 avril 2014, la ville est prise sans réaction par les séparatistes de la république populaire de Donetsk, puis reprise après de violents combats par l'armée ukrainienne, le 6 juillet suivant.
La ville reprend son ancien nom à la suite d'une décision du conseil municipal, dans le cadre des lois de décommunisation, le 23 septembre 2015.
À partir de mai 2022, au cours de l'invasion de l'Ukraine par la Russie, Bakhmout se retrouve proche de la ligne de front et est régulièrement bombardée par l'armée russe, alors qu'environ 20 000 personnes demeurent dans la ville. Le 1er août, les forces russes lancent une offensive massive au sud et au sud-est de Bakhmout.
Fin novembre 2022, de nombreuses troupes Wagner sont envoyées par les Russes pour prendre Bakhmout coûte que coûte. Le choix de Bakhmout pour cette contre-offensive étonne les analystes occidentaux. Fin mars 2023, la ville ne serait plus contrôlée qu’à un tiers par l’Ukraine d’après un conseiller à la présidence ukrainienne. Evgueni Prigojine annonce la prise de la ville par le groupe Wagner le 20 mai 2023, ce qui est par la suite confirmé par Vladimir Poutine ; l'état-major ukrainien affirme cependant tenir plusieurs poches dans la ville.

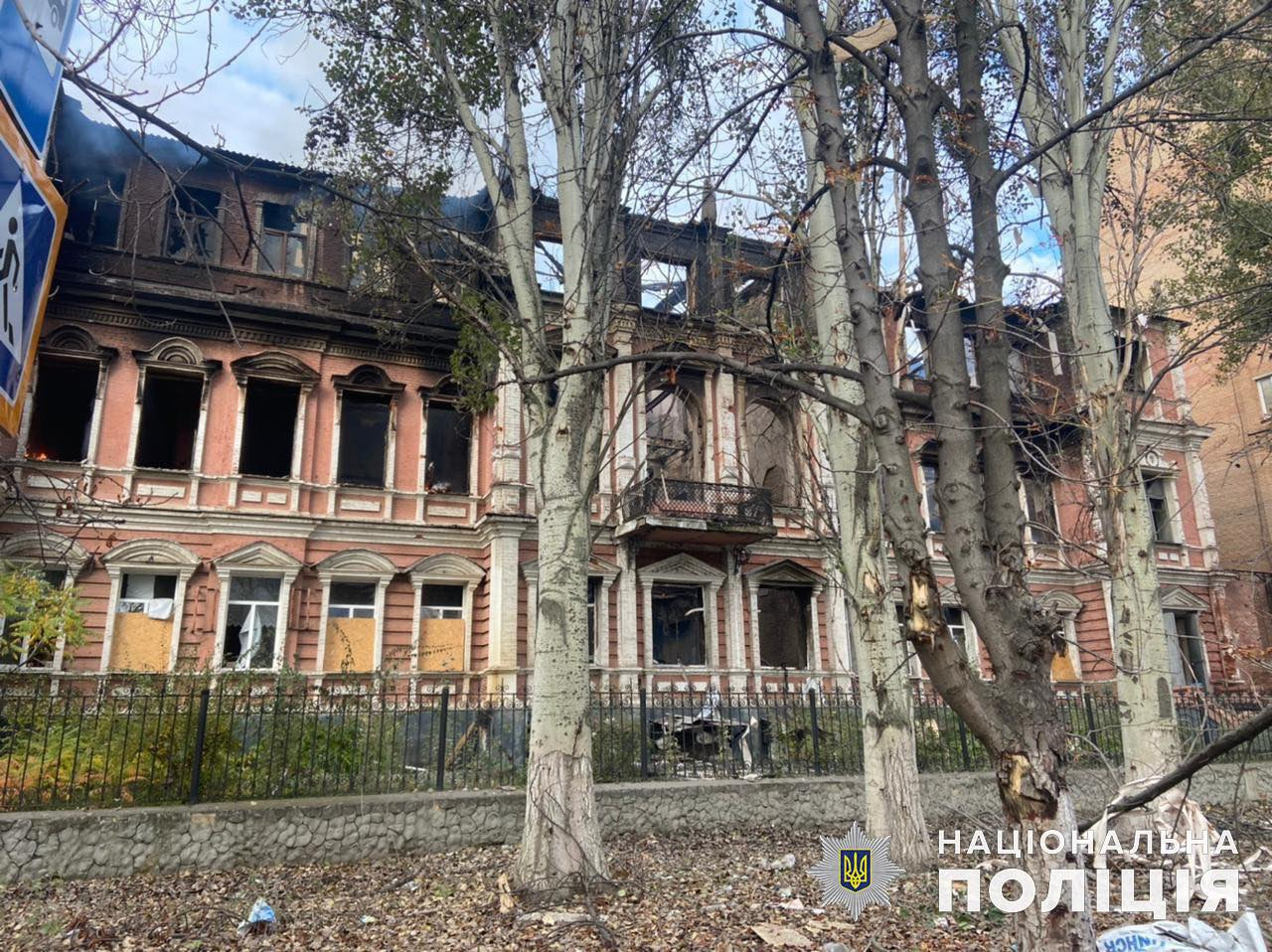
Collège détruit en 2022, image de la police nationale ukrainienne.
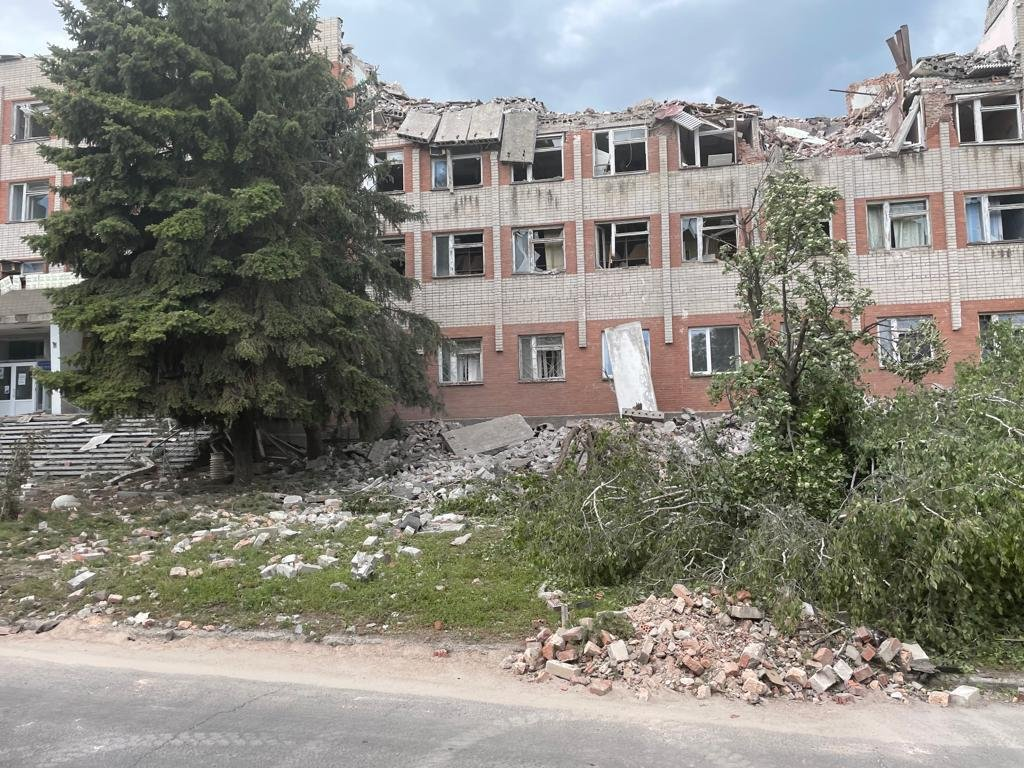
Bâtiment détruit par un bombardement russe en 2022.

## Population
Recensements ou estimations de la population :
| 1897*  | 1923*  | 1926*  | 1939*  | 1959*  | 1970*  | 1979*  |
| ------ | ------ | ------ | ------ | ------ | ------ | ------ |
| 19 316 | 28 904 | 37 354 | 55 409 | 60 626 | 82 342 | 87 084 |

| 1989*  | 2001*  | 2011   | 2012   | 2013   | 2014   | 2015   |
| ------ | ------ | ------ | ------ | ------ | ------ | ------ |
| 90 279 | 82 816 | 78 251 | 77 952 | 77 620 | 77 474 | 77 177 |

| 2016   | 2017   | 2018   | 2019   | 2020   | 2021   | 2022   |
| ------ | ------ | ------ | ------ | ------ | ------ | ------ |
| 76 599 | 75 798 | 74 878 | 74 072 | 73 212 | 72 310 | 71 094 |

| 2023  | - | - | - | - | - | - |
| ----- | - | - | - | - | - | - |
| ≃4500 | - | - | - | - | - | - |

### Répartition par nationalité
La nationalité est différente de la citoyenneté en Ukraine. La nationalité est l'origine ethnique déclarée avec la langue d'usage en famille. Selon le recensement de 2012, elles se répartissent ainsi :
| N° | Composition | Quantité | Poids (%) | Langue natale (%) | ukrainien (%) | russe (%) |
| -- | ----------- | -------- | --------- | ----------------- | ------------- | --------- |
| 1  | Ukrainiens  | 78 993   | 69,42     | 49,1              | -             | 50,8      |
| 2  | Russes      | 31 301   | 27,51     | 96,7              | 3,2           | -         |
| 3  | Biélorusses | 705      | 0,62      | 15                | 9,2           | 75,6      |
| 4  | Arméniens   | 396      | 0,35      | 48,7              | 1,3           | 49,7      |
| 5  | Roms        | 263      | 0,23      | 57.8              | 9,5           | 30,4      |
| 6  | Juifs       | 224      | 0,20      | 0,4               | 5,4           | 92,4      |
|    | Total       | 113 785  | 100,00    |                   |               |           |

## Politique

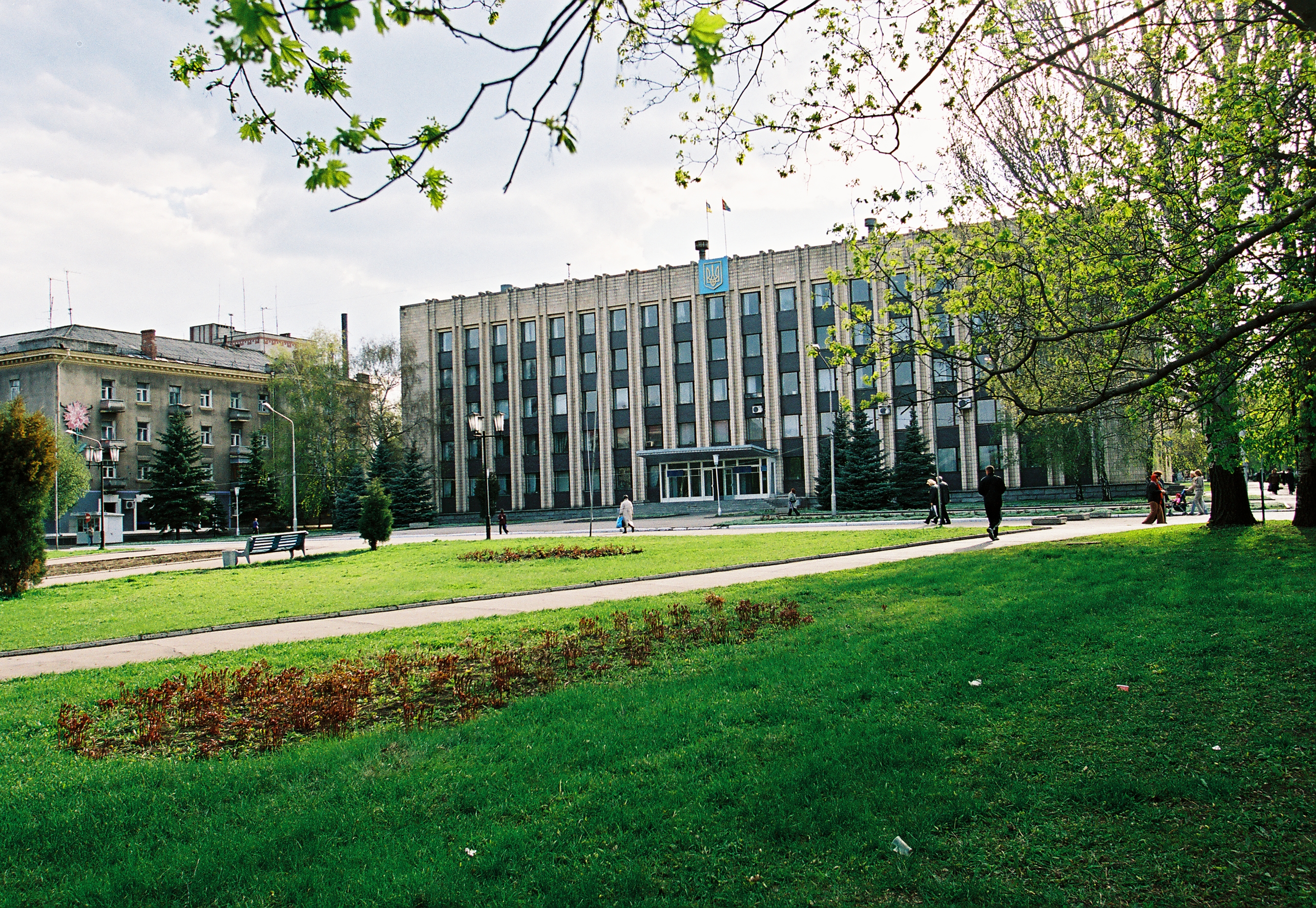
Bâtiment du conseil municipal (avant 2014).

Le pouvoir local est tenu par le conseil municipal élu tous les quatre ans (mars 2002, 2006, etc.) au scrutin uninominal secret. Le conseil dispose d'un comité exécutif. La ville est dirigée par le maire, élu en même temps que le conseil.
La ville abrite également les organes directeurs du raïon de Bakhmout : l'administration du raïon de Bakhmout, le conseil du raïon de Bakhmout et autres.
Pour les élections présidentielles de 2004, la ville a voté pour Viktor Ianoukovitch (93,62 %) devant Viktor Iouchtchenko (4,19 %).
Pour les élections législatives de 2014, les partis d'opposition au pouvoir en place (bloc d'opposition, parti communiste et Ukraine forte), ont obtenu 59 % des voix pour un taux de participation très faible de 29,6 %.
Selon un soldat ukrainien interviewé en décembre 2022 par The Guardian, 80 % de la population encore présente dans la ville serait favorable aux occupants russes, les autres ayant fui les combats.

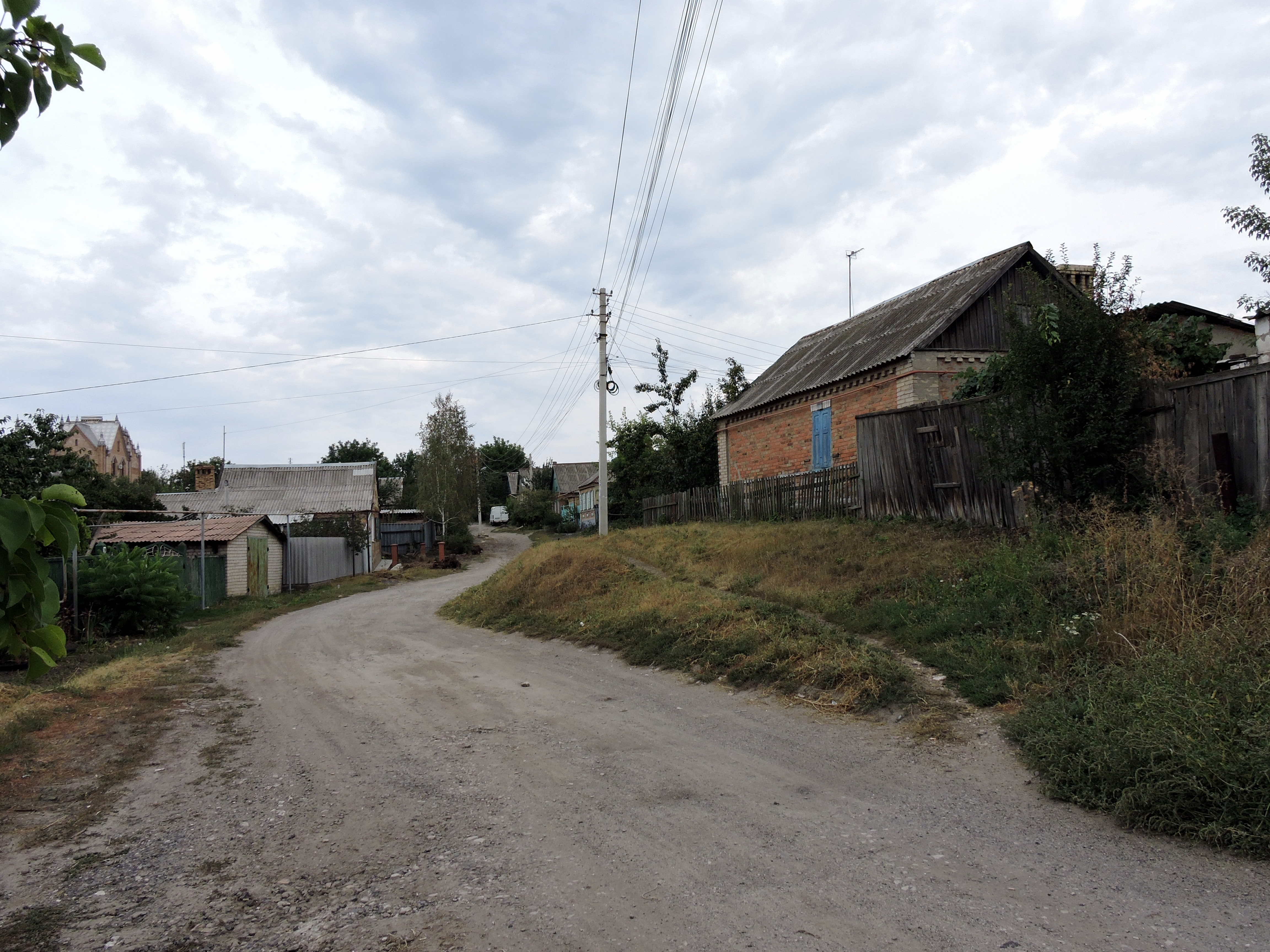
Site de la forteresse[14].
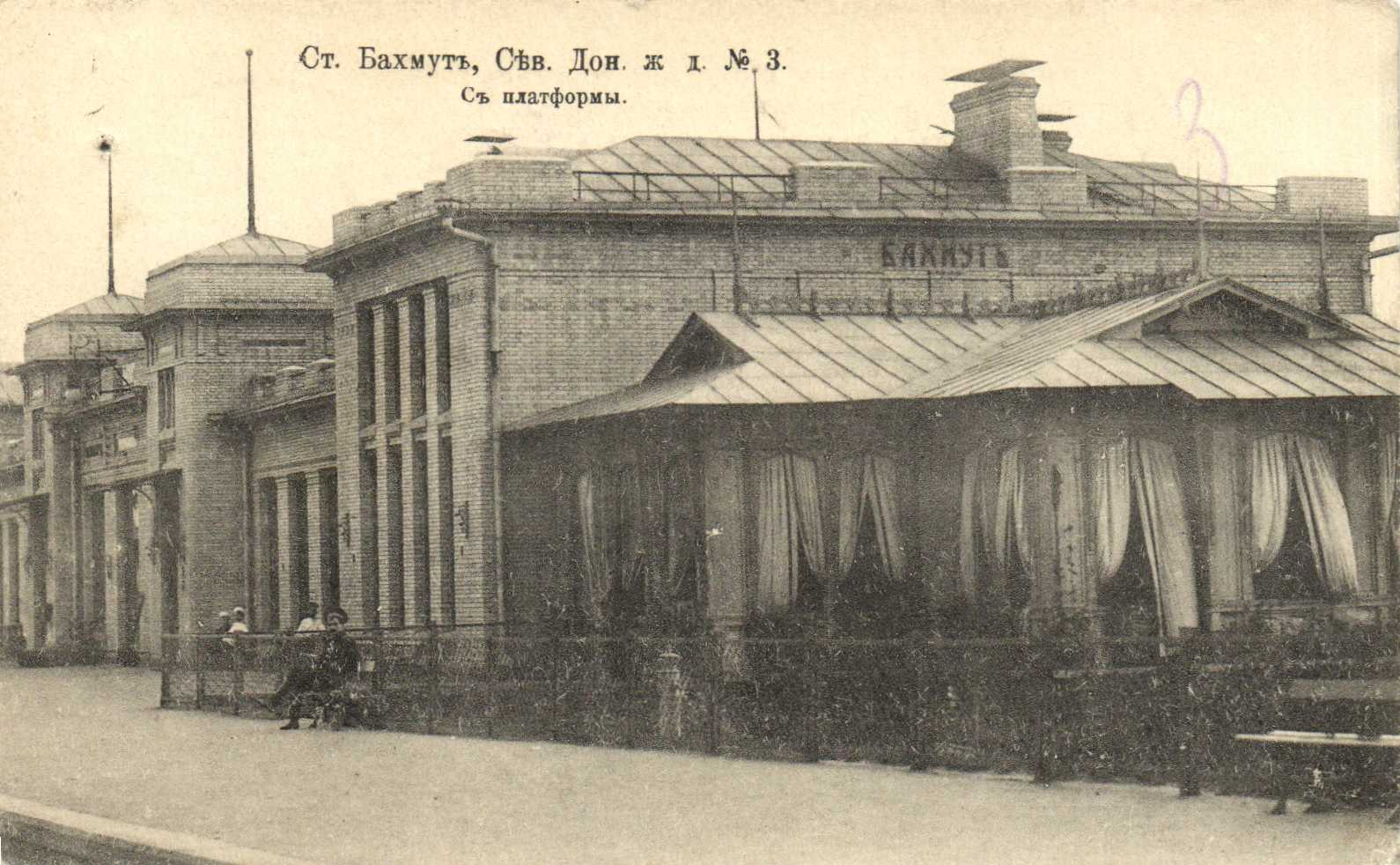
La gare de Bakhmout, construite en 1913.
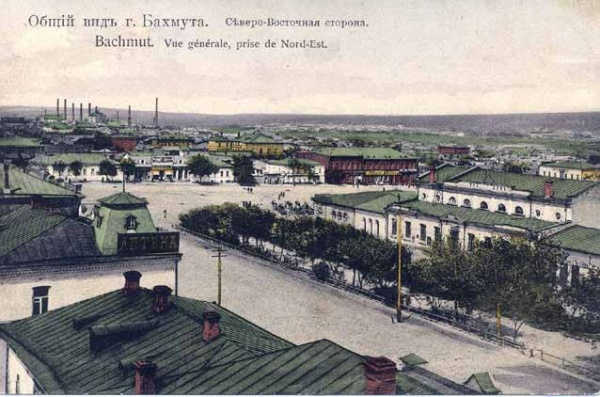
Bakhmout au début du XXe siècle.
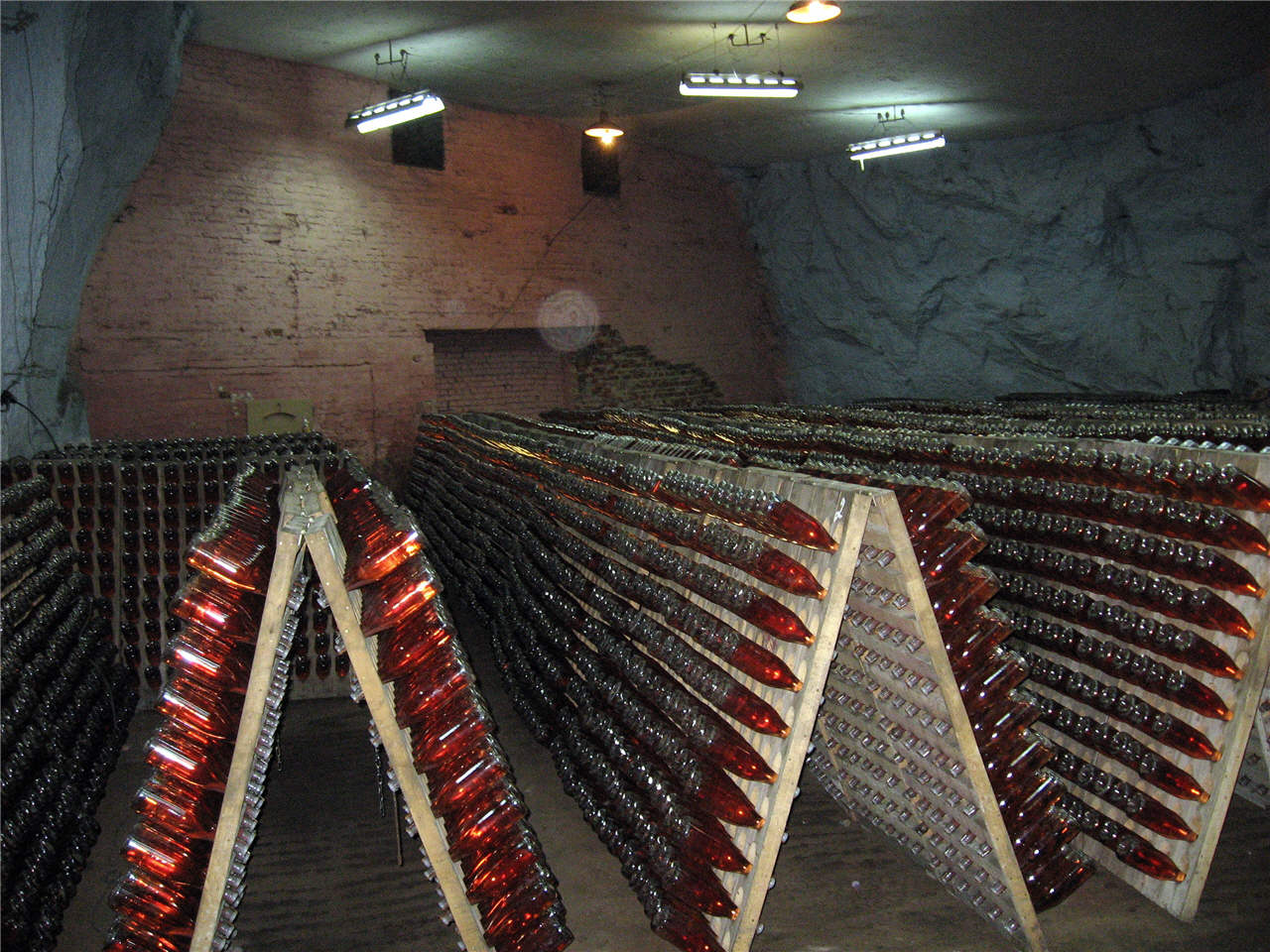
Vinification à Bakhmout.
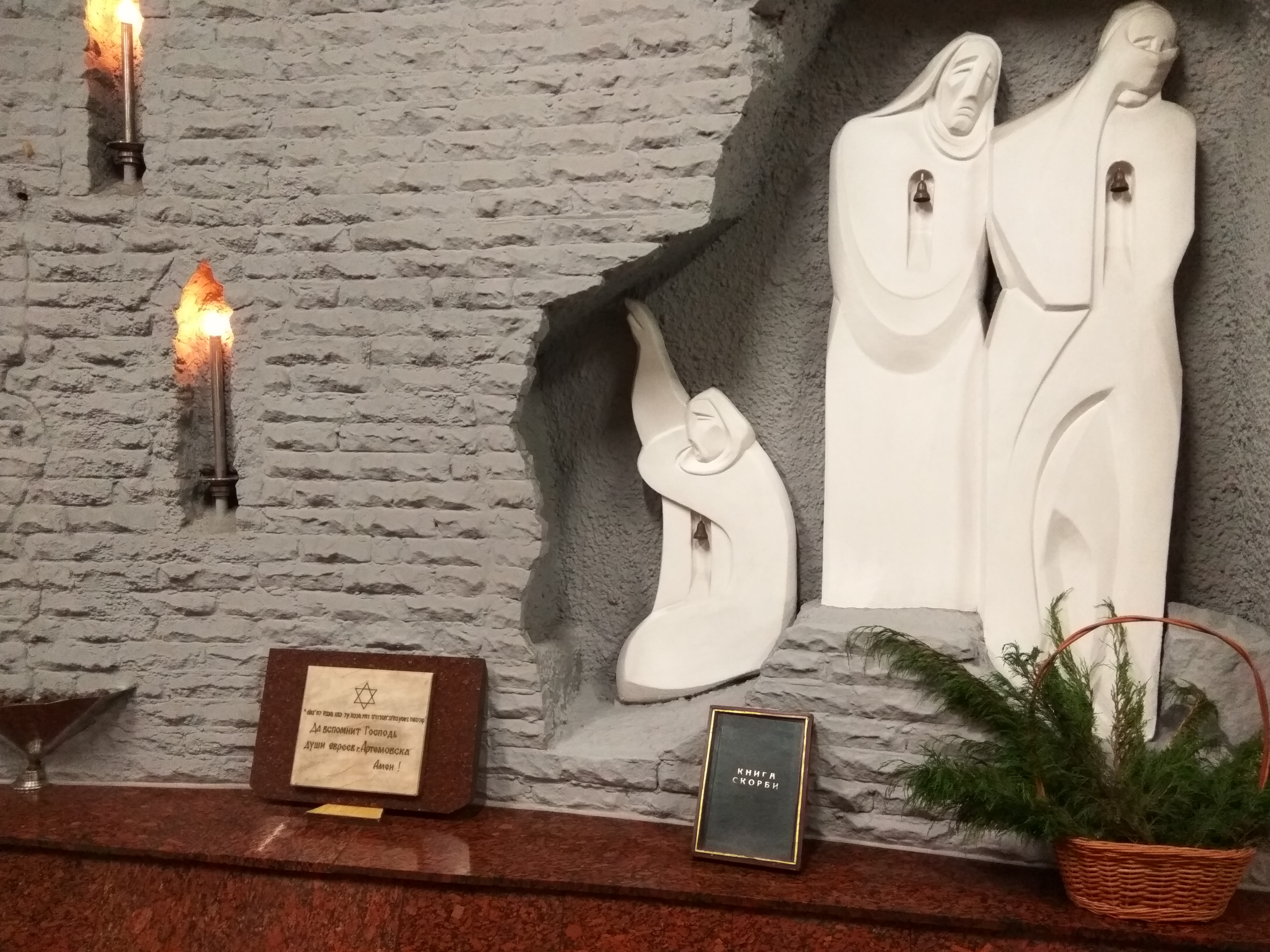
Monument en mémoire de l'extermination de juifs[15].
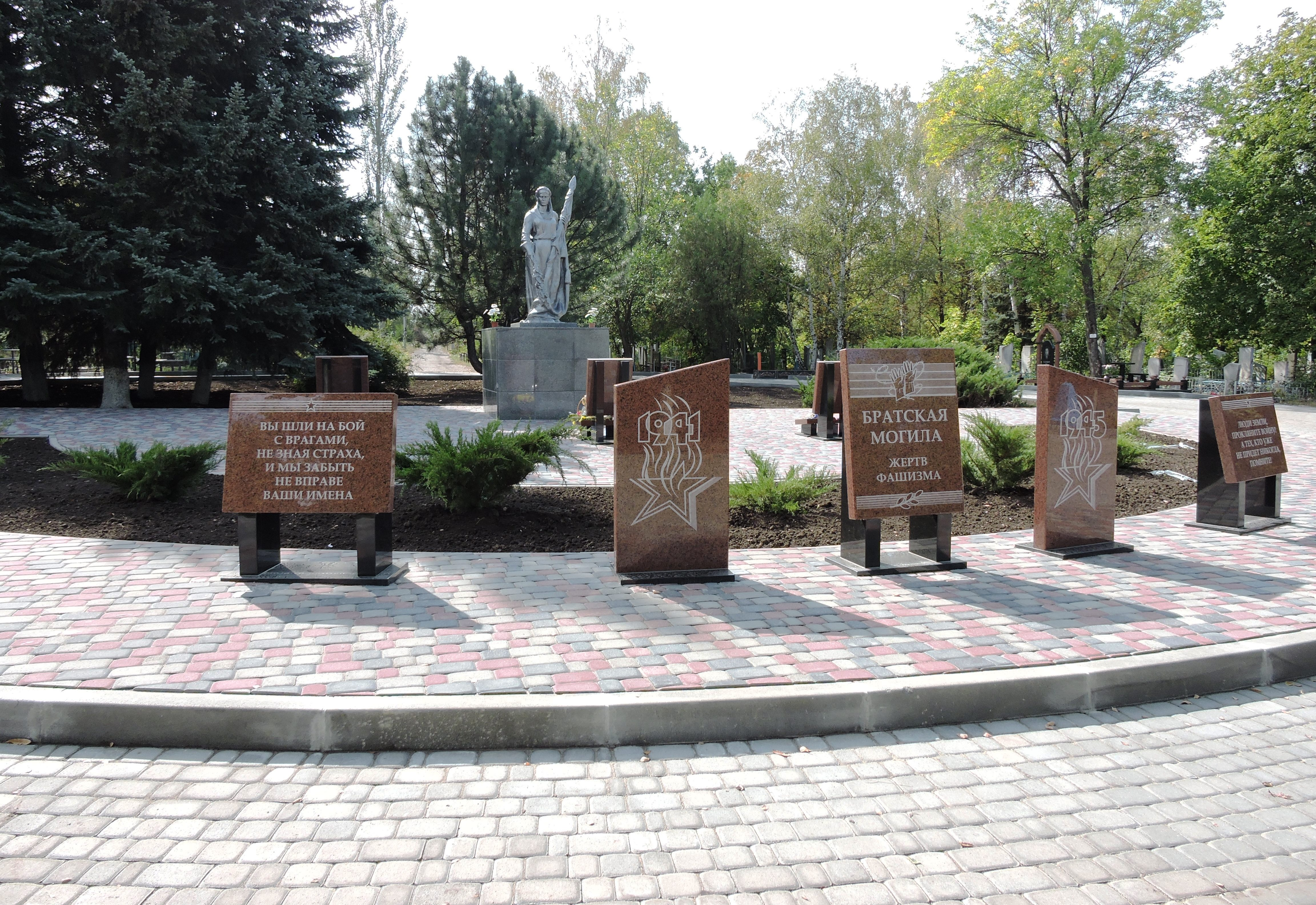
Monument en mémoire de l'extermination de civils soldats et prisonniers[16].
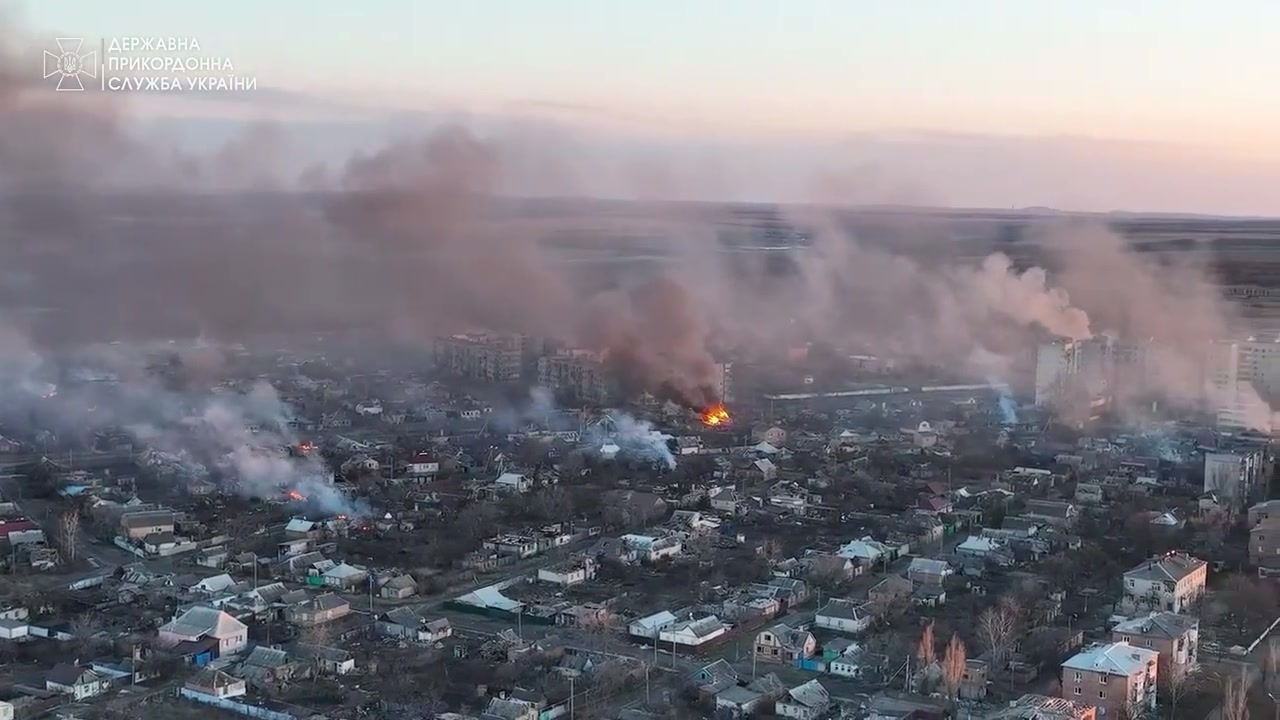
Bakhmout lors de l'invasion russe en 2023.

## Économie
L'économie locale repose sur deux entreprises importantes :
- l'établissement viticole d'Artiomvosk (russe : АОЗТ Артемовский завод шампанских вин ou AOZT Artiomovski zavod champanskikh vin'), qui produit un vin mousseux qui a été abusivement commercialisé sous le nom de « champagne soviétique ». Cet établissement a été fondé en 1950. La matière première provient de vignobles de Crimée. La deuxième fermentation « méthode champenoise » a lieu dans d'anciennes mines d'albâtre qui s'étendent sur 26 ha, à 70 m de profondeur. Plus de 25 millions de bouteilles y vieillissent pendant trois ans. Le site est ouvert aux visiteurs depuis 1999.
- la mine de sel de Soledar, dans la banlieue de Bakhmout (Artyomsol), possède une gigantesque salle souterraine, dans laquelle tiendrait un immeuble de neuf étages. Des concerts s'y sont déroulés ainsi que des matches de football.
- En mars 2008, le groupe français Lafarge SA y a ouvert une usine de plaques de plâtre employant 70 salariés[17].

## Enseignement
L'école no 1 et ses plaques commémoratives à Boris Gorbatov et Irina Levtchenko.

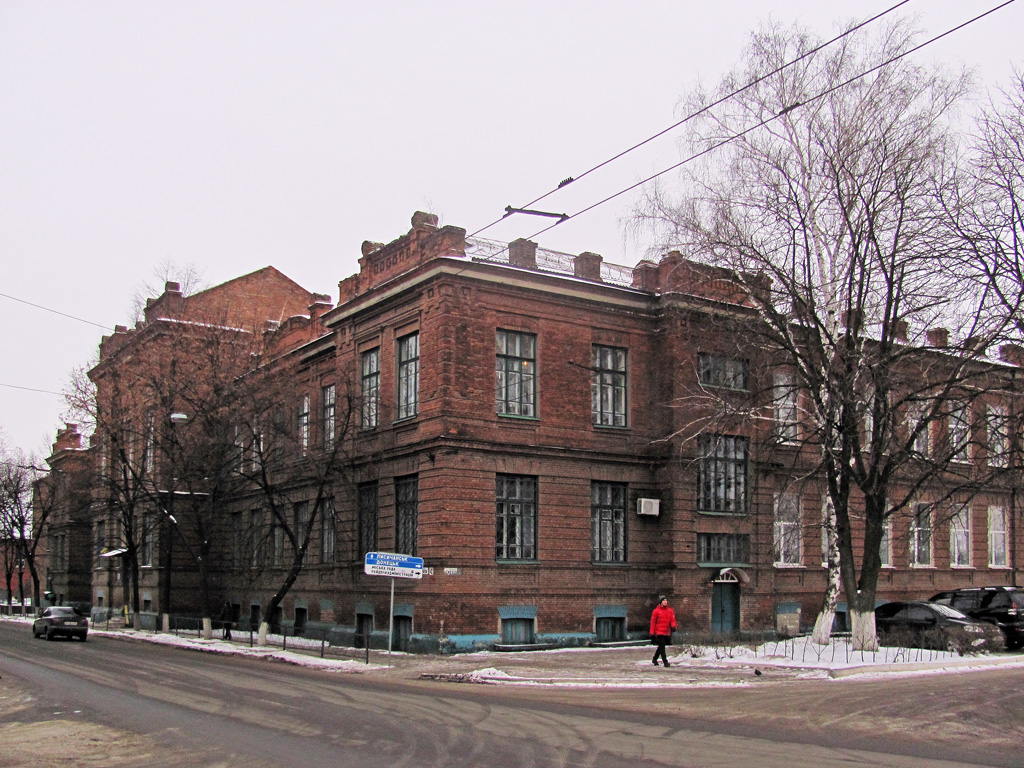
Ancien lycée, actuelle école no 1[18].
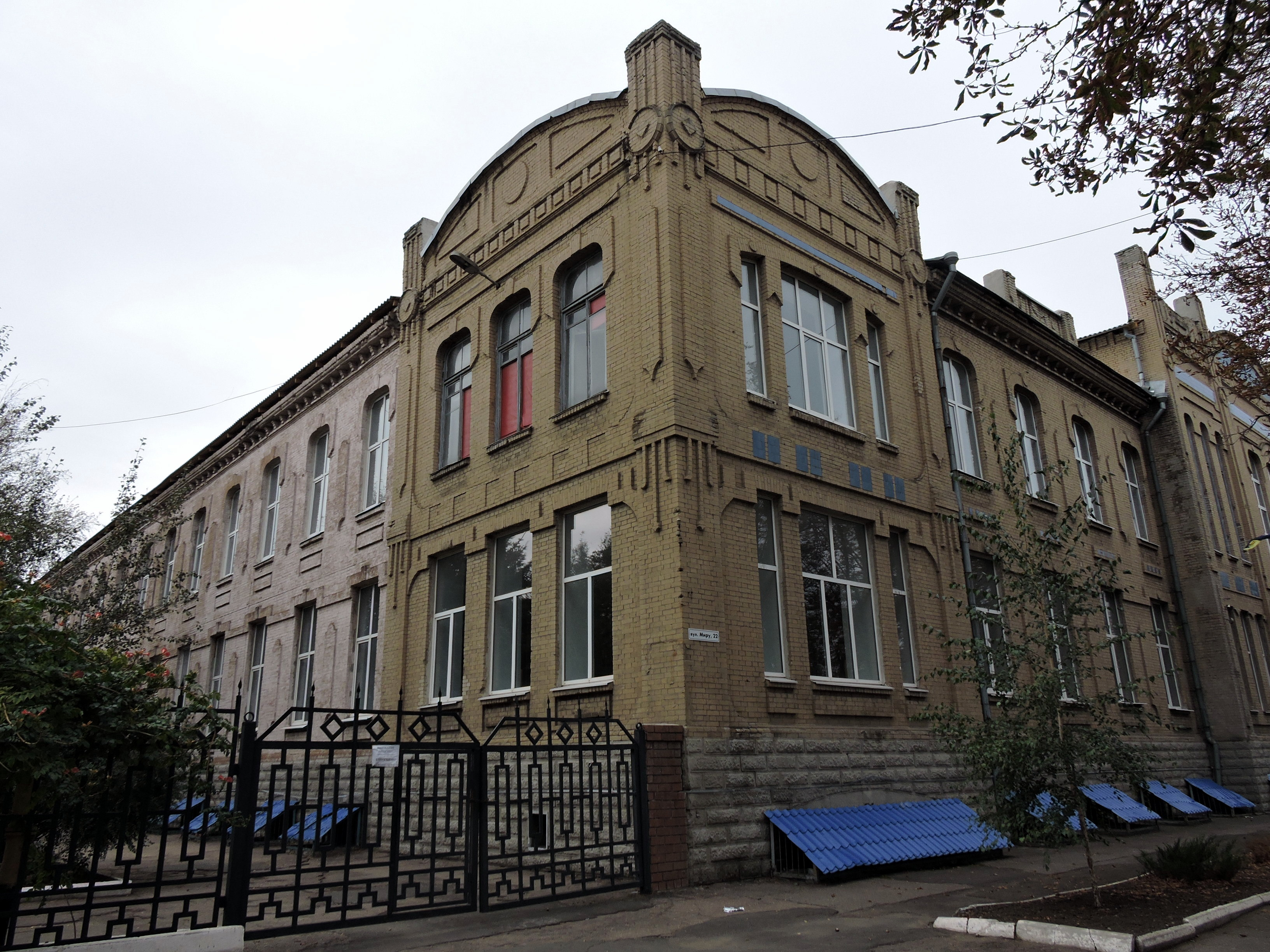
L'école no 11[19].
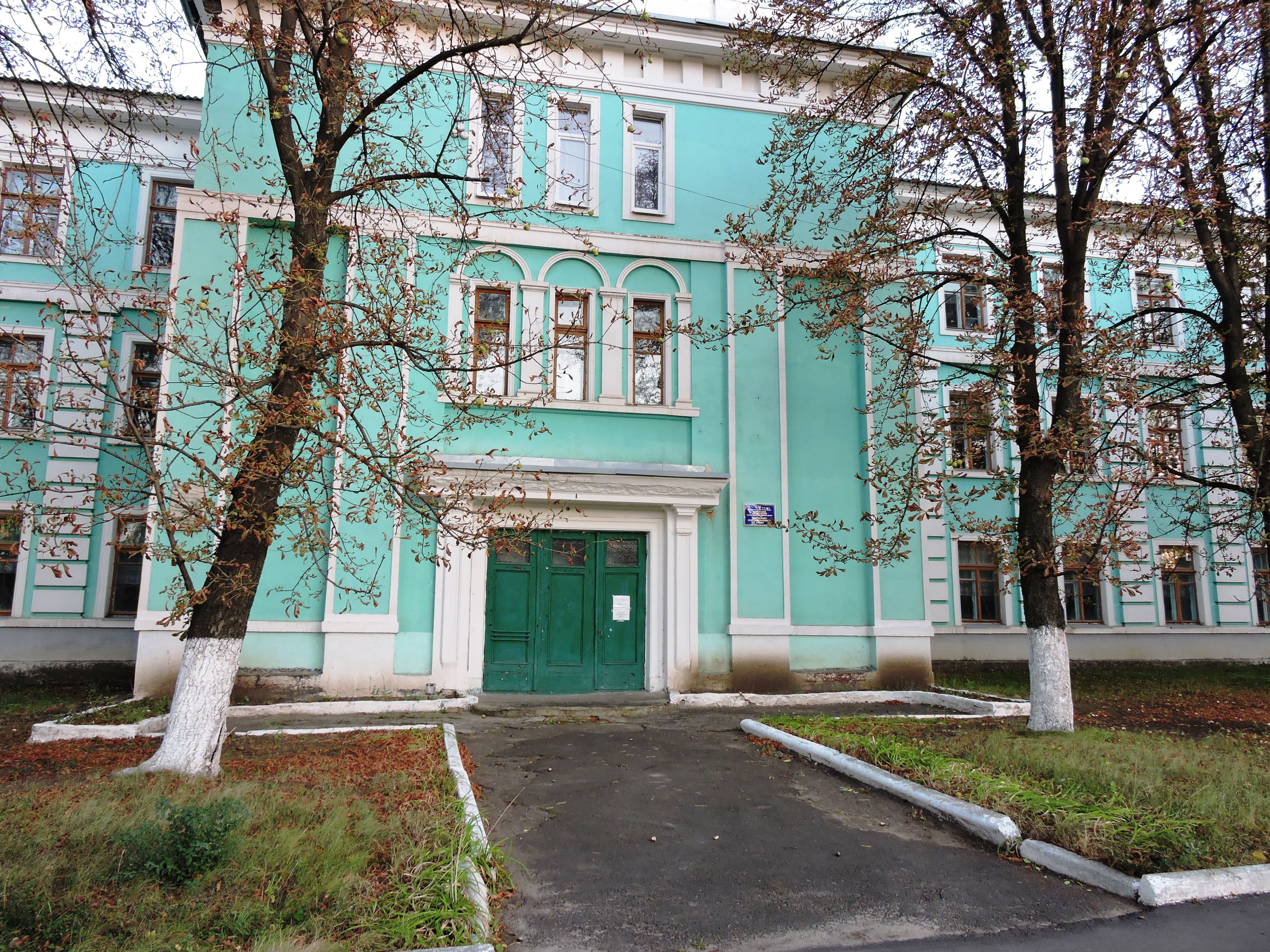
L'école no 7[20].

## Personnalités
- Serge Nadaud (1906-1995), acteur français, né à Bakhmout.
- Véra Korène (1901-1996), actrice française, née à Bakhmout.
- M. Iline (1895-1953), auteur soviétique, né à Bakhmout.
- Kondrati Boulavine (1667-1708), ataman de Bakhmout de 1703 à 1707.